# Škrabec
Škrabec [škrábec] je priimek več znanih Slovencev:
- Janez Škrabec (*1963), podjetnik, menedžer
- Mija Škrabec Arbanas (*1951), radijska novinarka
- Milan Škrabec (*1957), zgodovinar, zbiralec razglednic
- Simona Škrabec (*1968), literarna zgodovinarka/teoretičarka, pisateljica, prevajalka iz katalonščine in esejistka
- Slava Škrabec (1920—1972), medicinska sestra in šolnica
- Stanislav Škrabec (1844—1918), redovnik, jezikoslovec, nabožni pisec
- Stanislav Škrabec (*1933), gospodarstvenik
- Ivanka Škrabec Novak (1915—1942), učiteljica, mučenka, kandidatka za beatifikacijo